# Evangelische Kirche Häslach (Walddorfhäslach)

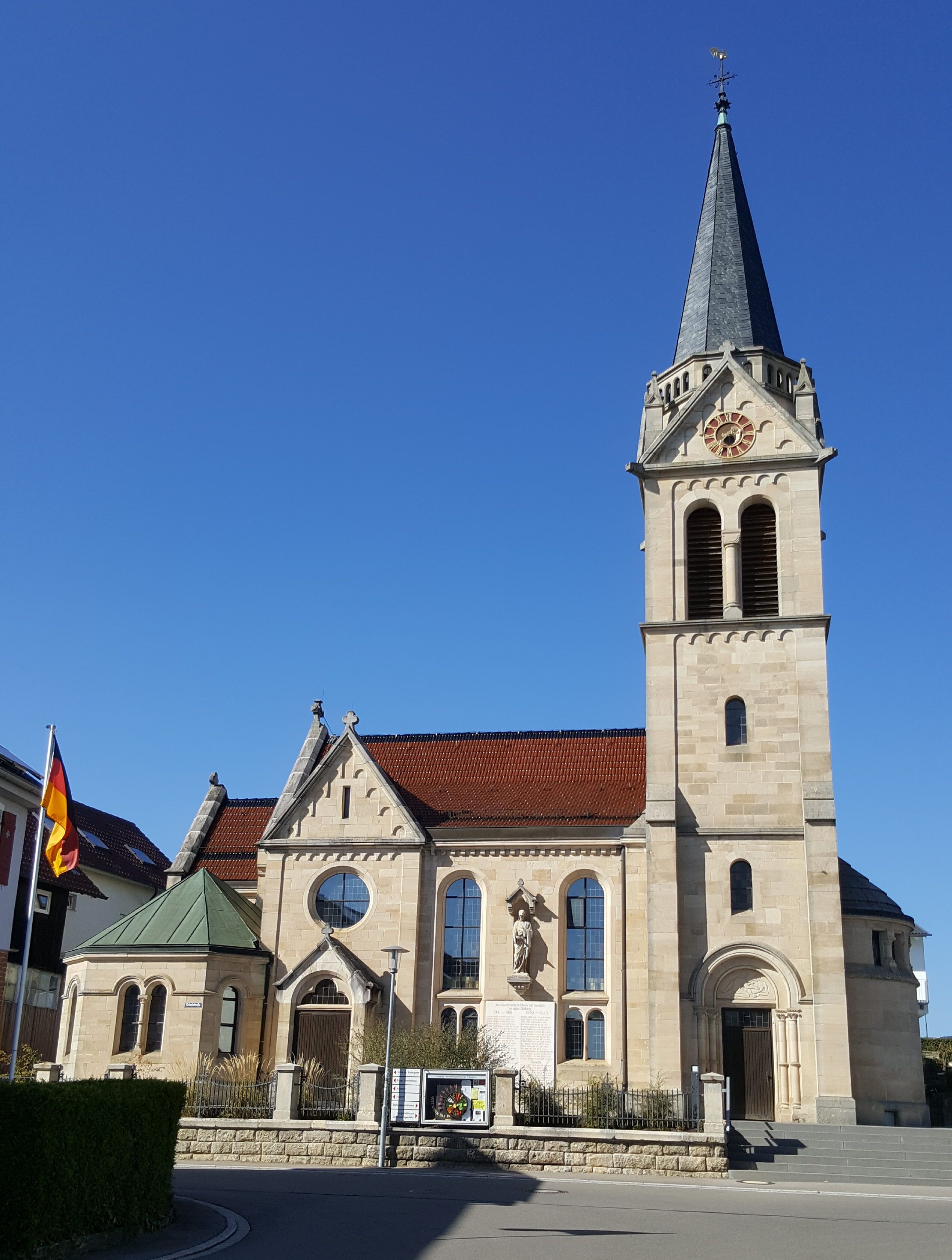
Die 1899/1900 erbaute Kirche in Häslach

Die Evangelische Kirche Häslach ist ein Kirchengebäude in Walddorfhäslach, Landkreis Reutlingen in Baden-Württemberg. Sie wurde von März 1899 bis September 1900 nach den Plänen von Heinrich Dolmetsch im Stil rheinischer Frühromanik erbaut und im Jahr 1900 eingeweiht.

## Baugeschichte

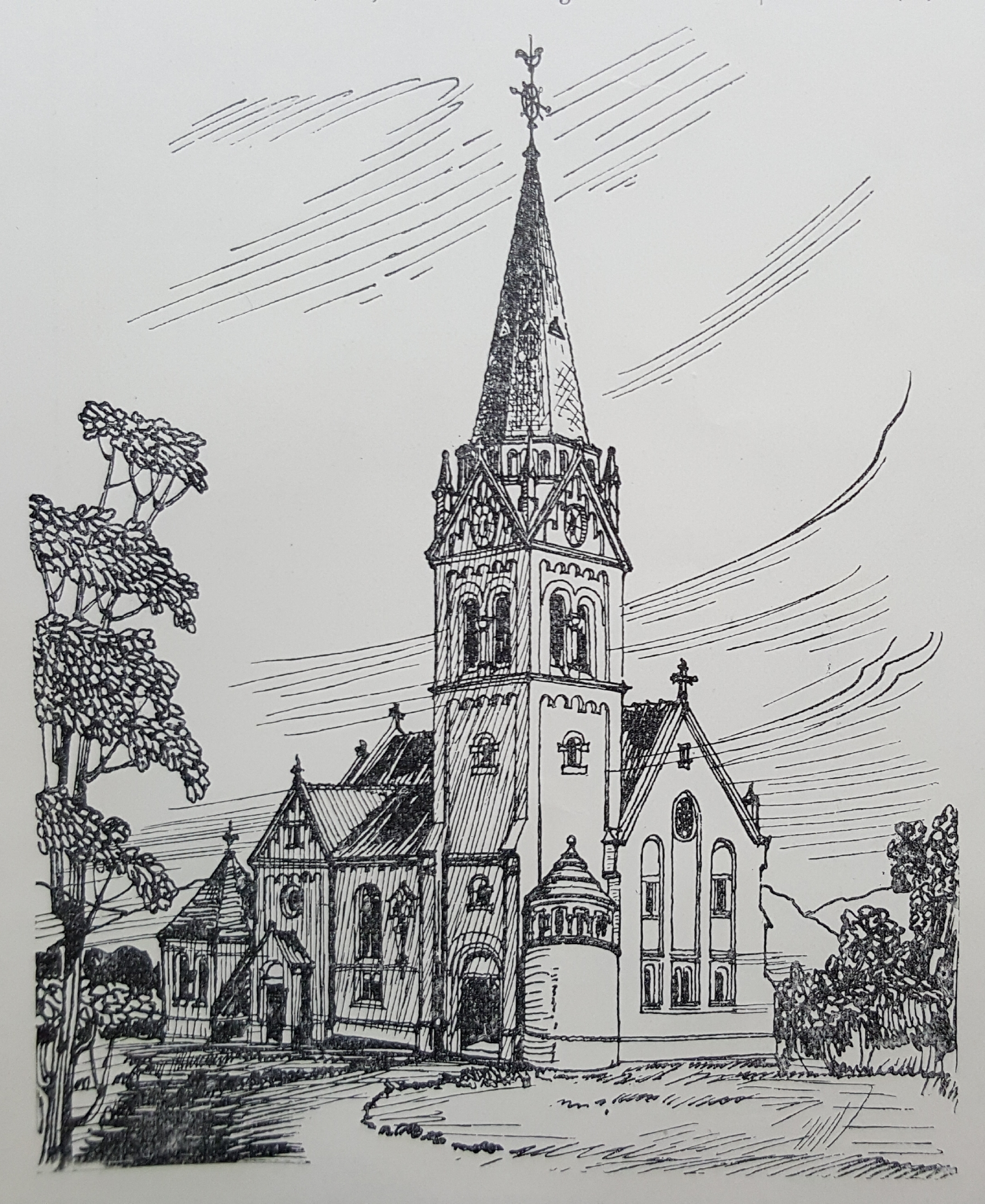
Ansichtsskizze aus den „Tübinger Blättern“ vom Dezember 1900, Seite 67

Erstmals wurde eine alte Häslacher Kapelle urkundlich im Jahr 1455 erwähnt. Nachdem diese mit der Zeit zu klein und baufällig wurde, begann die Planung einer neuen Kirche. Seit 1840 begann die Kirchengemeinde mit der Sammlung eines Fonds für einen Neubau. Im August 1890 wurde beschlossen, Heinrich Dolmetsch mit Entwürfen für die Planung zu beauftragen. Doch erst im Dezember 1897, nach Anwachsen des Kirchenbaufonds auf 62.000 Mark, entschloss man sich für einen der zwei von Dolmetsch vorgelegten Pläne, nämlich einer Variante mit Ausrichtung des Gotteshauses von Osten nach Westen mit dem Turm in östlicher Richtung.
1899 wurde mit den Bauarbeiten begonnen, die Grundsteinlegung fand am 4. Juni 1899 statt. Zunächst wurde der Dachstuhl des Kirchenschiffs aufgerichtet, dann der hölzerne Pyramidendachstuhl des Turms fertiggestellt, so dass im November 1899 das Richtfest gefeiert werden konnte. Im April 1900 wurden die Glocken angeliefert. Nach Fertigstellung der Malereien an Wänden und Decken, dem Einbau der Terrazzo- und Holzböden und der restlichen erforderlichen Arbeiten wurde die Kirche am 16. September 1900 mit einem festlichen Gottesdienst geweiht.
Während sich der Kostenvoranschlag vom Oktober 1898 auf 62.000 Mark belief, betrug die Ausführungssumme insgesamt 79.000 Mark. Die Mehrkosten entstanden durch die aufwendige Gestaltung der Kirche u. a. durch die Einfügung eines Querhausgiebels anstelle eines Walmdachs, die Anordnung von Steinsäulen im Innern anstelle von hölzernen Emporenstützen, Verwendung von Hausteinen anstelle von Dopfersteinen.
Erst 1926/27 wurde die Kirche mit elektrischem Licht ausgestattet. Renovierungen erfolgten in den Jahren 1965 und 1994. Die letzte Sanierung des Kirchturms wurde 2005 durchgeführt.

## Architektur
Es handelt sich um eine zweischiffige Hallenkirche mit Chor, einem Sakristeianbau und einem 33,38 m hohen Hauptturm mit einer nicht öffentlich zugänglichen Aussichtsplattform in Höhe von 20,5 m. Die Umfassungsmauern bestehen aus weißem Dettenhauser Sandstein mit Backsteinhintermauerung. Die achteckige Pyramide des Turmdachs ist mit Schiefer eingedeckt.
Die zur Straße hin ausgerichtete Südseite der Kirche nimmt das Hauptportal auf, das auf Grund der Kombination mit Rundfenster und Giebel als Querhausportal konnotiert ist. Ein weiteres Portal führt in den Turm und von dort in das Kirchenschiff. Nach Osten erhält das Erdgeschoss des Turms, in dem ein Treppenhaus untergebracht ist, einen Apsis-artigen Anbau. Der nach Westen orientierte Chor der Kirche ist als schlichter rechteckiger Anbau gestaltet, dem auf der Südseite die eingeschossige, zinkgedeckte Sakristei angefügt ist. Am Türsturz der Sakristei findet sich die Signatur von Heinrich Dolmetsch.
Das Innere stellt sich als eine zweischiffige Anlage dar, deren Seitenschiff von einer geraden Decke abgeschlossen und deren Hauptschiff mit einer in den Dachstuhl gesprengten Decke „überwölbt“ ist. Die Anordnung der Prinzipalien erfolgt in ähnlicher Weise wie bei der Johanniskirche in Göggingen und der Evangelischen Kirche Großdeinbach: Der Altar steht unter dem Chorbogen, so dass zwischen ihm und der Rückwand noch ein Umgang frei bleibt, die Kanzel befindet sich zu einer Seite des Altars, der Taufstein steht ihr gegenüber. Die Orgel findet ihren Platz auf der dem Chorraum gegenüberliegenden Empore.

## Ausstattung

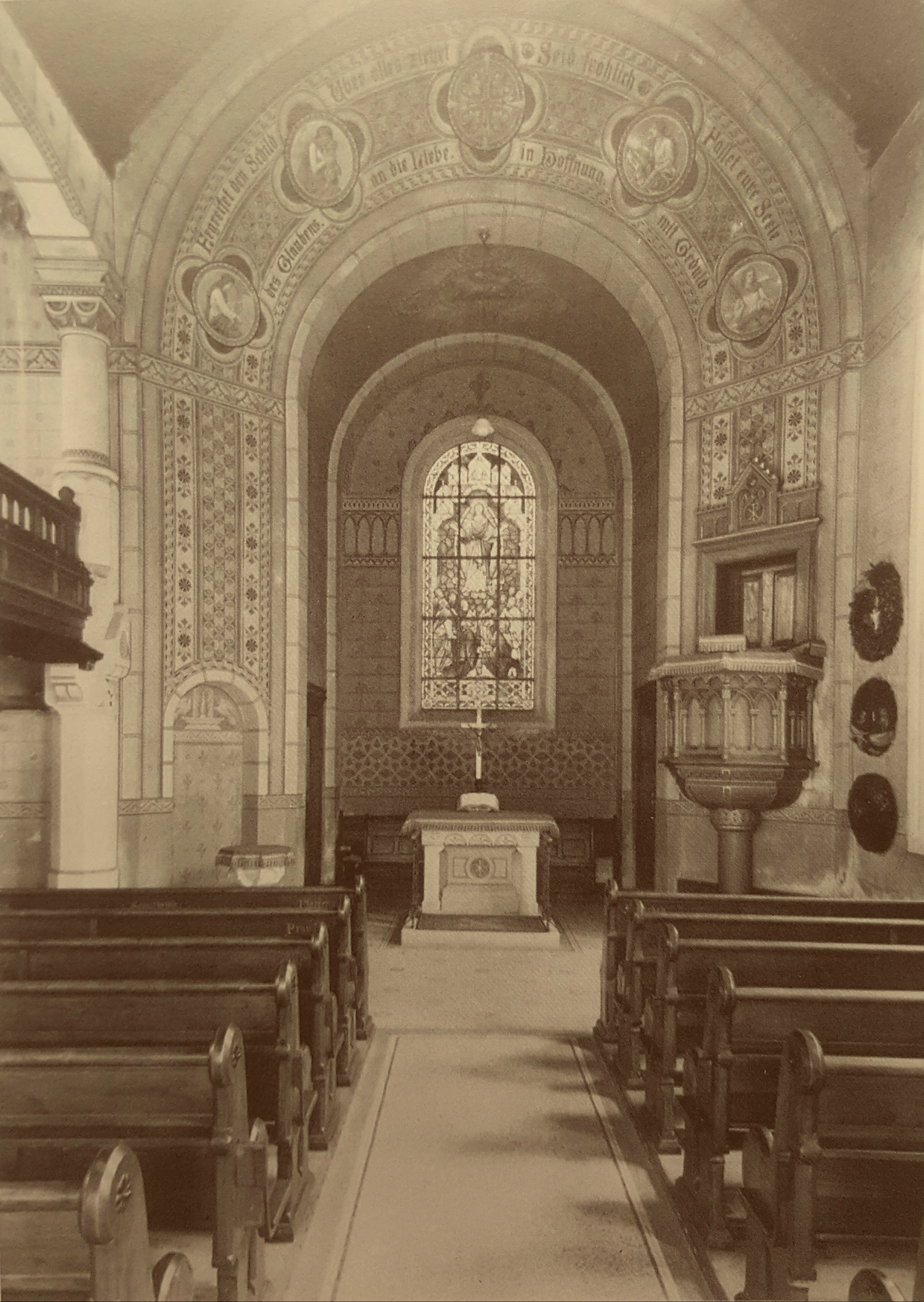
Innenansicht der Häslacher Kirche vor der Sanierung von 1965

Der schlichte Steinaltar wurde im Rahmen der Sanierung von 1965 aufgestellt und ersetzt den neugotischen Steinaltar mit Christusmonogramm und seitlichen Metallgeländern aus der Erbauungszeit.
Die Holzdecke aus der Erbauungszeit wurde bei der Renovierung von 1994 wiederentdeckt, freigelegt und restauriert.
Im Tympanonfeld des Turmportals befand sich ursprünglich das Frittgemälde (auf wetterbeständigen Fliesen mit eingebrannter Farbe) eines Engels mit Spruchband „Ehre sei Gott“. Bei diesem Kunstwerk handelte es sich um eine Stiftung des Vereins für christliche Kunst in der evangelischen Kirche Württembergs. Im Rahmen der Renovierungsarbeiten von 1965 wurde es durch ein Flachrelief mit einer Darstellung des Barmherzigen Samariters ersetzt.
An der zur Straße hin ausgerichteten Südseite der Kirche befindet sich eine Nische mit einer Christusfigur aus Savonnières-Kalkstein, geschaffen im Bildhaueratelier von Karl Lindenberger und Friedrich Rühle, damals noch in Reutlingen, später in Stuttgart. Die Figur wurde am 4. November 1900 aufgestellt. Eine Hand der Christusfigur war über viele Jahrzehnte verloren, wurde aber inzwischen ersetzt. Die Gestik entspricht allerdings nicht der der ursprünglich vorhandenen Hand. Unter der Christusfigur befindet sich seit 1956 das Mahnmal für die Gefallenen der beiden Weltkriege. Für die Gefallenen des Ersten Weltkriegs war 1920 eine hölzerne Tafel errichtet worden, die mit dem Mahnmal von 1956 obsolet wurde.
Einen besonderen Schmuck der Kirche stellt das vier Meter hohe Chorfenster „Himmelfahrt Christi“ nach einem Entwurf von Karl Theodor Bauerle (Stuttgart) und aus der Bayerischen Hofglasmalerei Gustav van Treeck (München) aus dem Jahr 1900 dar. Im unteren Bereich sind die elf Jünger Christi (ohne Judas Iskariot und noch vor der Nachwahl von Matthias) dargestellt, in der Mitte des Fensters Christus mit seinen Wundmalen auf einer Wolke, oben das himmlische Jerusalem. Mit Ausnahme dieses Chorfensters sind sämtliche Bleiverglasungen, die teilweise mit ornamentaler Bemalung versehen waren, bei der Renovierung 1965 entfernt worden. Ein Großteil der Verglasungen konnten damals, bevor sie endgültig entsorgt wurden, durch den persönlichen Einsatz eines jugendlichen Anwohners gerettet werden. Die ursprünglichen Häslacher Kirchenfenster befinden sich noch in dessen Sammlung, inzwischen in einem Nachbarort. Im Rahmen der Renovierungsarbeiten von 1994 übergab der Sammler zwei kleinere, restaurierte Original-Fenster zum Wiedereinbau an die Kirchengemeinde.
Die ursprüngliche Kanzel mit ihrem neugotischen Schnitzwerk und der Sandsteinsäule wurden bei der Renovierung 1965 entfernt und zerstört. Ein Schalldeckel war nie vorhanden. Die damals neu erstellte Kanzel besteht aus einem gemauerter Steinsockel mit schlichter Holzbrüstung.
Der steinerne Taufstein aus der Originalausstattung wurde bei der Renovierung von 1965 entfernt und durch einen schlichten, becherförmigen Stein mit leicht gewölbter Metallabdeckung, der Knauf in Form eines Fisches, ersetzt. Die flache Nische, die als Gliederungselement links des Chorgewölbes den Standort des ursprünglichen Taufsteins hervorhob, wurde 1965 verschlossen. An dieser Stelle wurde inzwischen ein Holzkreuz aufgestellt.
In der Ausmalung (Amphibolin und Tempera) unterschied sich die Häslacher Kirche nicht wesentlich von anderen von Heinrich Dolmetsch erbauten Gotteshäusern: die Wände des Chors waren mit einer Quadermalerei versehen, die nach oben von einem mit Bordüren gefassten Rundbogenfries – wie er ähnlich auch an der ehemaligen Kanzelbrüstung auftauchte – und nach unten von einem mit einem Teppichmuster geschmückten Band abgeschlossen wurde. Am Chorbogen befanden sich fünf vierpassförmige Medaillons, von denen das mittlere das Kreuzsymbol aufwies, die vier seitlichen Glaube, Liebe, Hoffnung und Geduld symbolisierten. Am Chorgewölbe befand sich das Lamm Gottes auf dem Buch des Lebens mit den sieben Siegeln, umgeben von den Symbolen der vier Evangelisten. Ausgeführt hatte diese Malereien der Stuttgarter Hofdekorationsmaler Eugen Wörnle. Sämtliche Malereien wurden bei der Renovierung von 1965 beseitigt. 1994 wurde, im Zuge einer erneuten Renovierung der Kirche, durch das Anbringen einer abstrahierenden Fugenmalerei der Versuch unternommen, dem Innenraum etwas von seinem ursprünglichen Charakter zurückzugeben.

## Orgel
Die ursprüngliche Orgel wurde 1974 durch ein Instrument des Albershäuser Orgelbaumeisters Kurt Oesterle aus Reichenbach an der Fils ersetzt.

## Glocken
Im April 1900 wurden die drei neuen Glocken von der Firma Kurtz in Stuttgart geliefert. Die große As-Glocke wog 458 kg, hatte einen Durchmesser von 94 cm und trug die Inschrift „Ich hebe meine Augen auf zu den Bergen, von welchen die Hilfe kommt. Meine Hilfe kommt von dem Herrn, der Himmel und Erde gemacht hat.“
Die mittlere C-Glocke wog 224 kg, hatte einen Durchmesser von 75 cm und trug die Inschrift „Jesus Christus gestern und heute und derselbe auch in Ewigkeit“.
Die kleine Es-Glocke wog 132,5 kg, hatte einen Durchmesser von 63 cm und trug die Inschrift „Denn welche der Geist Gottes treibt, die sind Gottes Kinder“.
1917 mussten die große und die kleine Glocke zu Rüstungszwecken für den Ersten Weltkrieg abgeliefert werden, ebenso die zinnernen Pfeifen aus dem Orgelprospekt. Die mittlere Glocke verblieb als Läuteglocke. 1923 wurde die kleine Glocke, 1925 die große Glocke durch Firma Kurtz ersetzt. Im Jahr 1940 wurden die große und die mittlere Glocke zu Rüstungszwecken für den Zweiten Weltkrieg abgeliefert.
Es verblieb nur die kleine Es-Glocke (Taufglocke) aus dem Jahr 1923; mit ihren 135 kg, einem Durchmesser von 63 cm und der Inschrift „Er ist unser Friede“. Sie ist im derzeitigen Geläut die älteste verbliebene Glocke.
1949 wurden dann die große und die mittlere Glocke von der Glockengießerei Bachert geliefert. Die große Glocke (Kreuzglocke) wiegt 308 kg, hat einen Durchmesser von 82,5 cm und trägt die Inschrift „Herr, du bist würdig zu nehmen Preis, Ehre und Kraft“. Die mittlere Glocke (Schiedglocke) wiegt 229,5 kg, hat einen Durchmesser von 73,7 cm und trägt die Inschrift „Ich bin das Brot des Lebens“.

## Vorgängerbauwerk

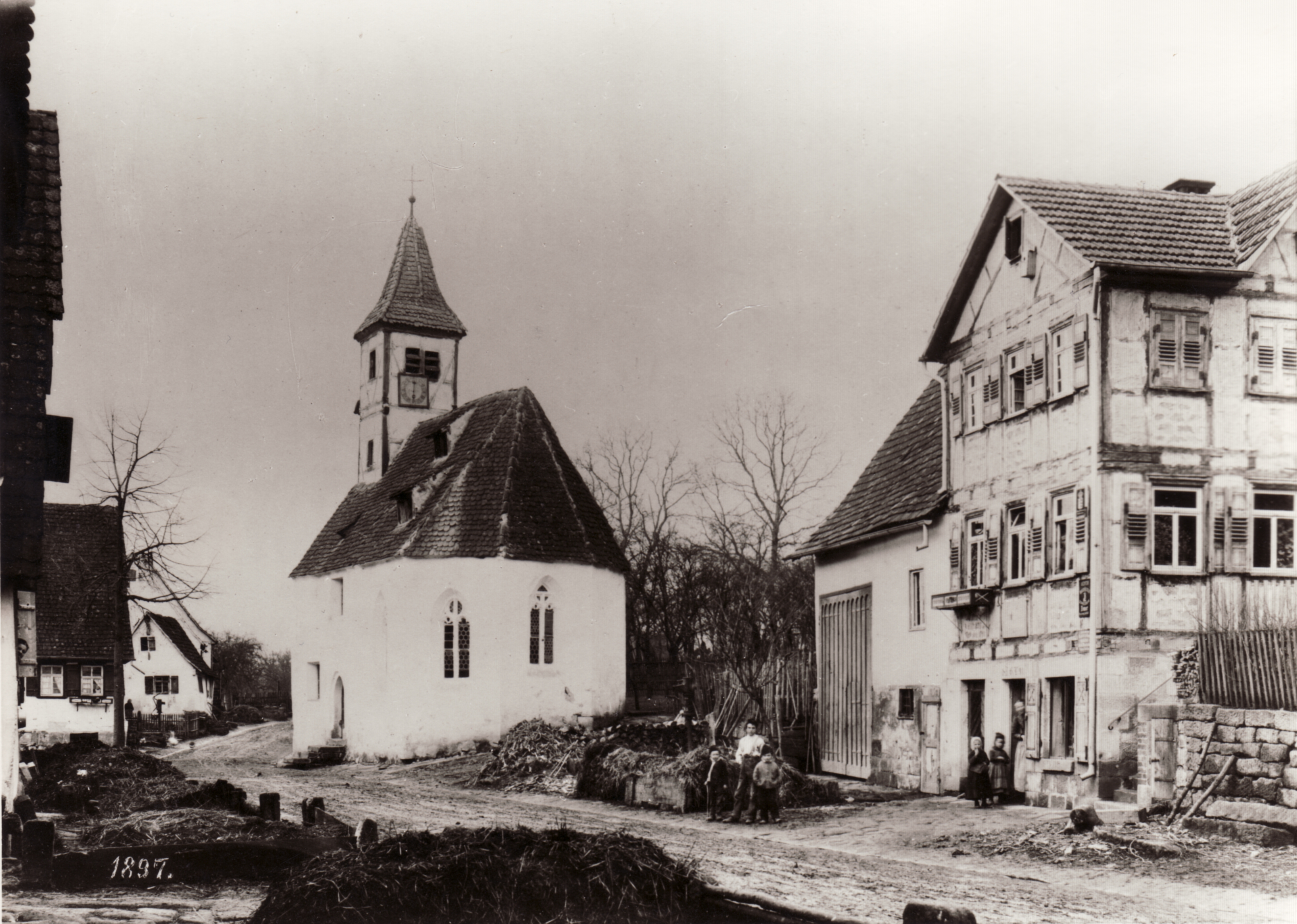
Alte Kapelle in Häslach (Walddorfhäslach) 1897

In der Beschreibung des Oberamts Tübingen von 1867 heißt es: „Die kleine, dem Einsturz drohende Kirche, eigentlich nur eine Kapelle, steht im Westen des Dorfes, ist halbachteckig geschlossen und noch mit einigen spätgothisch gefüllten Fenstern geschmückt. Das Innere hat alte hölzerne Emporen und eine flache Decke. Auf dem Westgiebel sitzt ein hölzerner Dachreiter, auf dem 2 Glocken, von 1801 und von 1699, hängen. Die Baulast der Kirche hat die Gemeinde.“
Das alte Kirchlein soll um 1455 erbaut worden sein, der Dachreiter kam vermutlich erst später hinzu oder ersetzte einen älteren Vorgänger. 1841 wurde an den Westgiebel die „Remise“ für die Feuerspritze angebaut. Nach einem oberamtlichen Erlass vom 20. Mai 1878 mussten auf Grund des schlechten baulichen Zustands der Kapelle die Glocken abgenommen werden, nachdem befürchtet wurde, dass das Gebäude während des Läutens einstürzen könnte. Im März 1897 wurde das spätgotische Bauwerk für 300 Mark auf Abbruch verkauft und noch im selben Monat abgerissen.